# رابرتو لونگو
رابرتو لونگو (انگلیسی: Roberto Luongo؛ زادهٔ ۴ آوریل ۱۹۷۹) بازیکن هاکی روی یخ اهل کانادا است.
از جمله باشگاه‌هایی که در آن بازی کرده‌است می‌توان به ونکوور کناکز اشاره کرد.